# 366.
◄ | 3. stoljeće | 4. stoljeće | 5. stoljeće | ►
◄ | 330-ih | 340-ih | 350-ih | 360-ih | 370-ih | 380-ih | 390-ih | ►
◄◄ | ◄ | 363. | 364. | 365. | 366. | 367. | 368. | 369. | ► | ►►
Astronomija • Književnost • Kršćanstvo

## Smrti
- 24. rujna – Liberije, papa

## Vanjske poveznice
|  | Zajednički poslužitelj ima još gradiva o temi 366. |